# Jenkins Township (Iowa)
Pour les articles homonymes, voir Jenkins Township et Jenkins.
Jenkins Township est un township du comté de Marshall en Iowa, aux États-Unis,.
Il est fondé en 1857 et baptisé en l'honneur du colonel James Doran Jenkins, secrétaire du Land Office, à Osage.

## Source de la traduction
- (en) Cet article est partiellement ou en totalité issu de l’article de Wikipédia en anglais intitulé « Jenkins Township, Mitchell County, Iowa » (voir la liste des auteurs).